# Giannīs Samaras
Giannīs Samaras (in greco: Γιάννης Σαμαράς; Melbourne, 3 maggio 1961) è un allenatore di calcio ed ex calciatore greco, nato in Australia, di ruolo centrocampista. Oggi è il direttore generale del Panathinaikos, incarico che ricopre dal 2012.

## Biografia
Suo figlio, Georgios, è anch'egli un calciatore professionista che ha giocato per la nazionale greca.

## Palmarès

### Club

#### Competizioni nazionali
- Coppa di Grecia: 3

OFI Creta: 1986-1987
Panathinaikos: 1988-1989, 1990-1991
- Campionato greco: 2

Panathinaikos: 1989-1990, 1990-1991

#### Competizioni internazionali
- Coppa dei Balcani per club: 1

OFI Creta: 1988-1989